# Mimon
Mimon är ett släkte av fladdermöss som ingår i familjen bladnäsor.

## Utseende
Individerna når en kroppslängd (huvud och bål) av 50 till 75 mm och en svanslängd av 10 till 30 mm. Underarmarna är 48 till 57 mm långa. Mindre arter som Mimon crenulatum väger cirka 12 g och större arter som Mimon bennettii är ungefär 22 g tunga. Pälsen har på ovansidan en svartbrun, mörkbrun eller ljusbrun färg. Undersidan har antingen samma färg som ryggen eller en ljusare färg. Flera arter har en gul eller vit fläck bakom varje öra. Öronen är inte sammanlänkade och de är lite spetsigare än hos släktena Chrotopterus och Phyllostomus. Släktets medlemmar har ett långt och smalt blad (hudflik) på näsan som är typiskt för hela underfamiljen Phyllostominae.

## Ekologi
Dessa fladdermöss lever i skogar. De vilar i trädens håligheter, i grottor och i vägtrummor. Vanligen letar de nära vattendrag eller vid andra vattenansamlingar efter föda. Arterna jagar olika leddjur samt mindre ryggradsdjur och äter även frukter. Vid viloplatsen bildas flockar med upp till 20 medlemmar. Per kull föds en unge.

## Arter
Arter enligt Wilson & Reeder (2005) samt IUCN:
- Mimon bennettii, lever i östra Sydamerika från östra Colombia till sydöstra Brasilien.
- Mimon cozumelae, förekommer från södra Mexiko till centrala Colombia.
- Mimon crenulatum, hittas från södra Mexiko till centrala Bolivia och centrala Brasilien.
- Mimon koepckeae, upptäcktes i Peru.

IUCN listar Mimon koepckeae med kunskapsbrist (DD) och de andra som livskraftiga (LC).